# Oneonta, New York
Oneonta är en stad i Otsego County i delstaten New York. Vid 2010 års folkräkning hade Oneonta 13 901 invånare.

## Kända personer från Oneonta
- Jerry Jeff Walker, musiker